# Centaurea cineraria
Centaurea cineraria es una especie de planta perenne de la familia de las asteráceas. Es endémica de Italia.

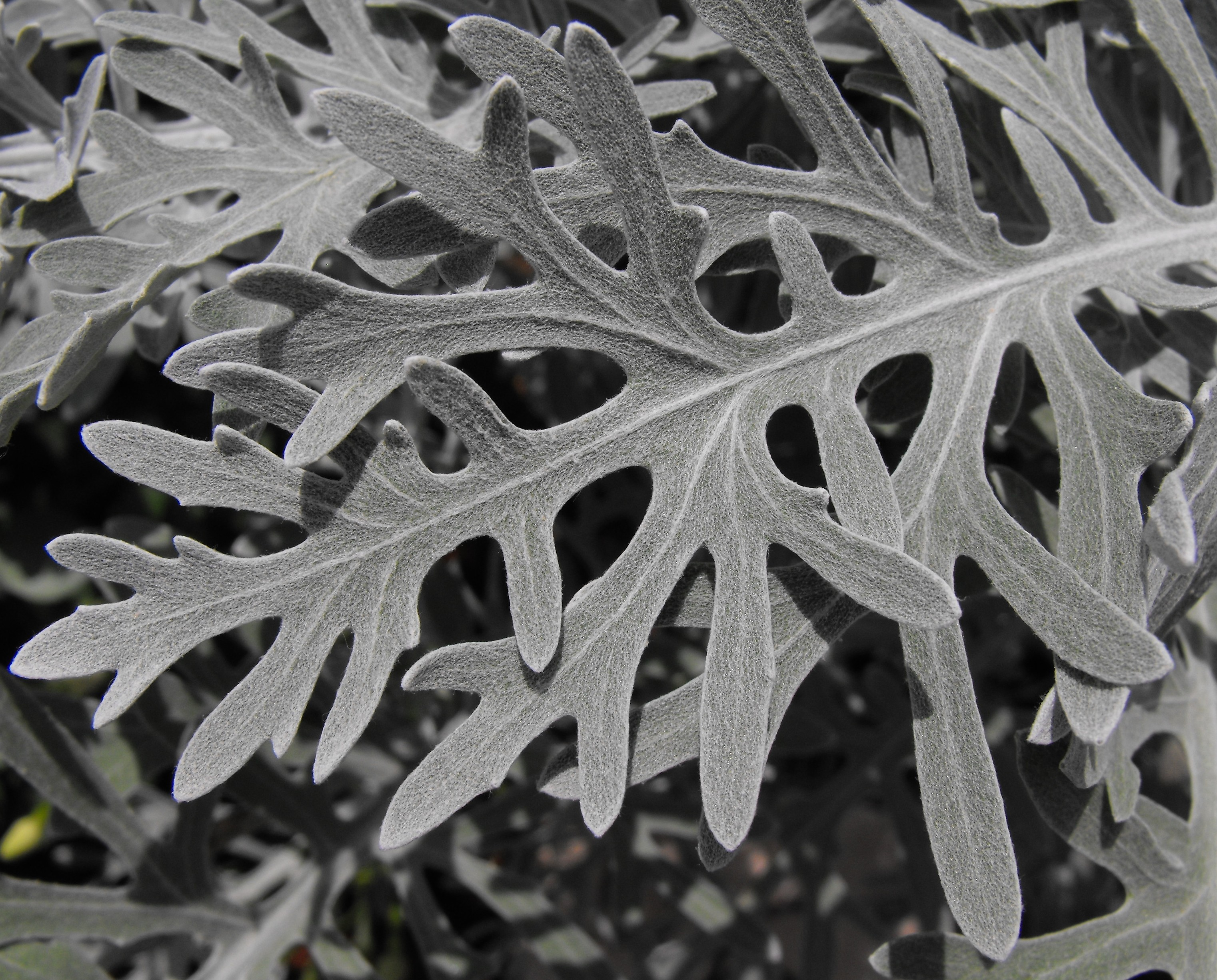
Detalle de las hojas

## Descripción
Las planta alcanza un tamaño de 80 cm de altura. En entornos naturales, crece en los acantilados costeros, entre 0 y 350 m sobre el nivel del mar. C. cineraria se producen flores moradas. La mayoría de las hojas, particularmente las hojas inferiores, son lobuladas pinnadas o bipinnadas. Las hojas son tomentosas con pelos de color blanco grisáceo.

## Cultivo
C. cineraria se cultiva comúnmente por su follaje. Dependiendo del clima, puede cultivarse como anual o como perenne. Prefieren pleno sol y también prefiere un suelo bien drenado. Existe confusión en el comercio hortícola entre C. cineraria y Jacobaea maritima, debido a la similitud de las formas, los colores y la vellosidad de las hojas. Esto ha resultado en la identificación errónea de cultivares en horticultura y de muchas fotografías en Internet.

## Taxonomía
Centaurea cineraria fue descrita por Carlos Linneo y publicado en Species Plantarum 2: 912, en 1753.

#### Etimología
Centaurea: nombre genérico que procede del Griego kentauros, hombres-caballos que conocían las propiedades de las plantas medicinales.
cineraria: epíteto latino que significa "de color gris ceniza".

#### Sinonimia
- Acosta cineraria (L.) Holub
- Centaurea candidissima Lam.
- Centaurea cinerea Lam.
- Centaurea elegans Salisb.[6][7][8]